# Cantando sotto il vischio
Cantando sotto il vischio (titolo originale in inglese: The Mistle-Tones) è un film del 2012 diretto da Paul Hoen.

## Trama
Holly è entusiasta di fare un provino per le Snow Belles, un gruppo pop a tema natalizio fondato da sua madre. Tuttavia, la cantante di Belles, leader di Belles, nega a Holly la possibilità di fare un'audizione quando si presenta tardi. Tuttavia, Holly sale sul palco e fa un'audizione sensazionale ed è sconvolta quando Marci dà il posto a Staci. Holly è depressa per essere stata rifiutata, anche dopo che sua sorella le ha suggerito di avviare il proprio gruppo.
Ben presto, però, Holly inizia a vedere il merito nell'idea e decide di chiedere al direttore del centro commerciale locale se può esibirsi alla celebrazione della vigilia di Natale. Il manager decide di tenere audizioni e una competizione come prodezza pubblicitaria e accetta di far entrare il gruppo di Holly nello spettacolo. Holly recluta un gruppo di suoi colleghi tra cui il suo migliore amico, AJ, grande e amabile Larry, e la timida manager delle risorse umane, Bernie. Iniziano le prove nel magazzino della società. Dopo il secondo giorno di prove, AJ dice a Holly che pensa di star bene, ma Holly pensa di aver bisogno di qualcosa di più.
Più tardi quella sera, Holly va fuori strada mentre guida verso casa e si schianta contro un cumulo di neve. Mentre aspetta su un carro attrezzi, cerca rifugio in una taverna vicina e rimane scioccata nello scoprire che il suo capo, il Nick normalmente sollevato e orientato verso l'obiettivo, è un favorito del pubblico sul palco del karaoke a causa della sua energia e presenza scenica. Canta la canzone "Burning Love" e stupisce la folla. Holly registra la sua performance e la usa per ricattarlo per aiutarla a trasformare il gruppo in una solida competizione per le Snow Belles. All'inizio, Nick dice a quel gruppo che aiuterà, ma nessuno lo saprà e che non dovrebbero considerarlo un membro del gruppo. Alla fine, inizia a riscaldarsi con il gruppo e si unisce anche alle esibizioni durante le prove. È durante una delle ultime prove in cui Staci, che si nasconde nel magazzino, registra i Mistle Tones con Nick che canta. La chimica tra Nick e Holly è più evidente e ovvia che sono attratti l'un l'altro. Dopo la prove, Holly invita Nick a unirsi a loro per un drink alla Dickens Tavern, dove Holly ha visto per la prima volta Nick eseguire il Karaoke. Al bar, AJ, Larry, Bernie e Holly cercano di pensare a un nome per la band. Quando torna a casa, tira fuori il vischio che aveva rimosso dalla porta dell'ufficio di Nick e decide di chiamare il gruppo Mistle-Tones.
Dopo aver visto il video delle prove del gruppo, Marci inizia a vedere Holly come una potenziale minaccia e le offre un posto nelle Belles per assicurarsi che gli Mistle-Tones non siano in competizione. Holly confida a Nick che sta prendendo in considerazione l'offerta e inizia a raccontare agli altri la festa di Natale in ufficio. Nick, tuttavia, la interrompe cantando "Winter Wonderland" e guidando il gruppo in un'esibizione improvvisata. In seguito, Nick dice a Holly che i Mistle-Tones sono il suo gruppo e hanno bisogno di lei. Holly è così toccata da ciò che dice. Alza lo sguardo sul vischio nell'angolo e bacia Nick per la prima volta. Poi dice che la band ha bisogno del suo aiuto. Dice che li sta già aiutando e bacia ancora Holly. Lei dice che non voleva dire che l'unico modo in cui i Mistle-tone possono vincere l'evento è se canta con loro. Dice che nulla lo renderebbe più felice. Canterà con il gruppo il giorno seguente. Tuttavia, mentre Nick sta guardando Holly entrare nella sua auto riceve una telefonata da un dirigente della compagnia che gli dice che ha la promozione e che vogliono che subentri nella divisione sud-asiatica e che salga su un aereo quella sera.
La sera successiva al provino, il gruppo osserva alcuni degli altri concorrenti mentre aspettano che arrivi Nick. Holly prova a chiamare Nick, ma riceve solo la sua segreteria telefonica. Si rende conto che non si unirà a loro sul palco. Larry si offre volontario per prendere il posto di Nick e vanno sul palco senza di lui. Le prestazioni vanno bene, ma sono messe in ombra dall'arrivo delle Belles. Il pubblico ignora il resto della canzone dei Mistle-Tones e le Belles vincono l'audizione. Holly diventa scoraggiata per la perdita, ma suo padre le ricorda che a sua madre piaceva semplicemente cantare e che era solita terminare ogni spettacolo cantando sul palco a Holly. Dopo che suo padre termina la loro chiacchierata, Holly riceve una chiamata da Nick. Le dice che è stato su un aereo tutta la notte e che è davvero dispiaciuto. Lui le dice che gli è stata offerta la promozione e che è qualcosa che ha sempre desiderato. Lei gli augura il meglio allora riattacca il telefono. Va nella stanza di famiglia dove suo padre e sua sorella Grace stanno guardando un video di sua madre che canta a Holly quando Holly aveva tre anni.
La settimana seguente alla fiera della vigilia di Natale, Holly augura alle Belles un buon Natale. Lei rimane per l'intero spettacolo e poi se ne va. Sulle scale vede una madre parlare con sua figlia che fa emergere ricordi dei tempi condivisi con sua madre. Quando arriva in fondo alle scale sente la musica e da lontano può vedere AJ, Larry e Bernie. Si chiede cosa stanno facendo. Mentre si avvicina, è eccitata nel vedere i suoi amici, ma quando il palco improvvisato si trasforma, vede Nick. Comincia a cantare "Baby Please Come Home", poi si ferma e scende i gradini verso Holly e le chiede di cantare con lui. Lei è scioccata dal fatto che lui sia lì. Lei gli dice di no che non vuole cantare. Sua sorella Grace le dice di andare a cantare. Quando Nick la vede esitare chiede alla folla se vorrebbe sentire cantare Holly. La folla applaude. Holly sorride a metà e poi chiede a Nick cosa sta facendo lì. Procede a dirle che ha rifiutato la promozione, pensando che è qualcosa che ha sempre desiderato, ma ora capisce che cosa vuole veramente è Holly. Lei sorride e gli dice che lo "farà lavorare per questo" e dice che va bene perché è un maniaco del lavoro. La prega di cantare con lui e lei è d'accordo, duettando con Nick mentre la città e le Snow Belles si godono lo spettacolo e alla fine dell'esibizione si baciano.